# 過疎
過疎（かそ）とは、田舎や非首都地域の人口が急激かつ大幅に減少したため、地域社会の機能が低下し、住民が一定の生活水準を維持することが困難になることを指す。
単に人口（密度）が極度に少ない（低い）状態をいう場合もあるが、これは正しい使い方ではない（後述）。対義語は過密。
日本で昭和40年代に一般的に使用されるようになった語である。

## 別称
- 日本語では、地方の過疎化、地方離れ、地方衰退とも呼ばれる。
- 英語では、「Rural flight（田舎から飛び出す）」や「Rural-to-urban migration（地方から都市への移住）」、「Rural depopulation（農村部からの人口流出）」、「Rural exodus（田舎の実家から逃げる）」などと呼ばれる。

## 概説
日本語の「過疎」と言う語は、島根県美濃郡匹見町（現：益田市）の大谷武嘉町長が昭和40年代に国会にて、過疎と言う言葉を使用し、津々浦々と切実に町の現状を訴えたのが始まりである。
昭和38年（1963年）の豪雪で、匹見町では最大で4.4ｍ以上の積雪に見舞われ、7月まで雪が残り、孤立した集落が1ヶ月以上の音信不通となった。これを教訓に、対策として昭和45年（1970年）には広見集落・虫ヶ谷集落・小平集落が、昭和50年（1975年）には赤谷集落が町の指示で集落ごとに積極的に移転し消滅した。また、昭和初期の段階で消滅している集落も多い。
徐々に消滅集落は増え、燃料革命が起こった昭和40年代には木炭需要が激減したために、たった3年で集落の人口が半減する事態も多々起こった（昭和30～40年代：10年間の町人口：7550人→3800人→現在1300人）。この事があいまって産業が衰退し皮肉にも清流・高津川の水質が日本一となった。なお、平成の合併に際して、近隣の益田市に編入された。
人口が減少して過疎の状態になりつつある状態、あるいは過疎がさらに進行する状態を過疎化（かそか）という。過疎化が進行し、地域社会（コミュニティ）としての機能を失った集落を限界集落と呼ぶこともある。これは、大野晃が「『過疎化』では集落の深刻な現状を表現するのに不十分である」と考え、考案した用語である。
なお、英語には sparsely populated areas（希薄人口地域）という語があるが、日本語の「過疎」のように、財政力や人口の短期間の減少といった定義があるわけではない。

## 日本

### 一般的な定義
「過疎」という語は、1966年に経済審議会の地域部会中間報告で初めて公式に登場した。翌年まとめられた同部会の報告は次のように述べている。
「人口減少地域における問題を『過密問題』に対する意味で『過疎問題』と呼び、過疎を人口減少のために一定の生活水準を維持することが困難になった状態、たとえば防災、教育、保健などの地域社会の基礎的条件の維持が困難になり、それとともに資源の合理的利用が困難となって地域の生産機能が著しく低下することと理解すれば、人口減少の結果、人口密度が低下し、年齢構成の老齢化が進み、従来の生活パターンの維持が困難となりつつある地域では、過疎問題が生じ、また生じつつあると思われる。」

### 影響
特に政令指定都市・県庁所在地から距離の離れ、かつ交通の便に劣る村落や離島などの僻地において過疎が発生しやすい。
過疎は、政令指定都市・県庁所在地を中心とした都市部への人口移動や、少子高齢化などが原因となって起こる。過疎化が進行すると、生活道路や農業用水など地域資本の管理、農業（田植え・稲刈り、雑草防除など）や茅葺き屋根の葺き替え時の助け合いといった互助機能、冠婚葬祭や消防団など地域社会の機能を維持することが困難になるとともに、利用者減少と自家用自動車利用の増加による公共交通網の崩壊（鉄道や路線バスの廃線・撤退や大幅な減便など）、商店街の衰退、医療機関の消滅、公立学校の廃校といった社会資本（インフラストラクチャー）の喪失が同時に進行する。
また、過疎化で山林の管理がおろそかになったり、耕作放棄地が増加したりすることで、クマやイノシシ、シカ、スズメバチの生息域が人里まで広がり、人里にも出没して人間に危害を加えたり、農業被害をもたらす事態につながっている。
また、地方自治体（市町村）の地方税税収が落ち込み、独自財源を失うことによる財政規模の縮減や財政再生団体（旧・財政再建団体）への転落、これに伴う住民の負担増がますます深刻化し、十分な行政サービスを提供できなくなる、地域産業の衰退を招くことで、ー過疎化に拍車がかかる問題を引き起こす。この上に、民間事業者が撤退した路線バスを引き継ぐ廃止代替バスの運行や公営診療所の維持といった、新たな行政負担も発生することになる。特に過疎地域における医師の確保は、深刻な課題となっている。

### 沿革
日本では、明治以降続く中央集権政策で、政治・経済・文化が首都たる東京都区部や道府県庁所在地といった都市部への一極集中が進行し、首都偏重の発展が続いた。

#### 人口激減期
1965年から1975年の国勢調査では、過疎地域の人口が激減していた。1970年頃の人口減少は若年層の流出が主であり（若者流出型過疎・人口社会減型過疎）、若者人口比率の低下と高齢化を招いた。1960年代の高度経済成長期には、急速な工業化に伴って、農村から都会、特に太平洋ベルト地帯への労働力としての人口移動が起こり、工業基盤を持たない地域は労働力の供給基地となり、過疎化が見られるようになった。この時期、山間部の住民に多くの仕事と賃金をもたらしてきた製炭業が、エネルギー革命の進展で一気に衰退したことも人口の移動に拍車をかけた。また、炭鉱の閉山、山間部におけるダム建設に伴う挙家離村といった要因で過疎化が起きる場合もあった。

#### 人口減少鈍化期
1980年と1985年の国勢調査では過疎地域の人口減少が鈍化した。流入人口がほぼ一定だったにもかかわらず、流出人口が激減したためである。一方で1980年代後半には過疎地域の死亡数が出生数を上回る（自然減）ようになった。
日本の産業は、第一次産業・第二次産業中心からサービス業への第三次産業と移行し、大都市集中に拍車がかかる。政治・経済の中央集権的傾向も改められずに人口の偏りは続いた。日本国政府が景気対策として実施した公共事業により、かろうじて延命されていたが、地域産業の中央依存傾向が強まることで、地域の自立性が失われていった。過疎地域の市町村が切望した新幹線や高速道路、高規格道路の整備すらも「利便性の向上により、都市部への人口流失に拍車がかかる」という悪循環を生じさせていった（ストロー効果を参照）。

#### 人口減少再加速期
1990年以降の国際調査では、再び過疎地の人口減少が加速した。人口流出が減っているものの、自然減が加速したためである（人口自然減型過疎）。1990年頃には若者だけではなく、子供の数の減少も顕著になった（若者流出型過疎＋少子型過疎）。また、この頃はかつてのように地域一帯で均一な過疎化（集落未分化型過疎）から、集落ごとで過疎化の進行度合いに差が見られるようになった（集落分化型過疎）。
1990年代以降はバブル景気崩壊とグローバル化による国内産業衰退の余波を被り、切り札として行われてきたリゾートやテーマパーク開発も次々と破綻、その後の景気低迷でますます過疎地域の拡大を招くこととなった。特に核となる基幹工業に乏しく、農林業・鉱業・零細漁業に依存していた中山間地区、半島などで顕著であり、首都圏など一部大都市圏を除いてほぼ全国的に過疎化が進行、人口減が著しくなっている。
また、1999年頃からの平成の大合併により、合併され周辺化された過疎地域の旧市町村では、引き続き役所・役場が置かれた市町村に比べて大きく人口が減少した。

### 過疎対策関連法
過疎対策関連法として以下の法律が規定されている。
- 過疎地域自立促進特別措置法
- 離島振興法
- 山村振興法
- 半島振興法
- へき地教育振興法
- 小笠原諸島振興開発特別措置法
- 奄美群島振興開発特別措置法
- 沖縄振興特別措置法
- 有人国境離島地域の保全及び特定有人国境離島地域に係る地域社会の維持に関する特別措置法
- 特定農山村地域における農林業等の活性化のための基盤整備の促進に関する法律
- 辺地に係る公共的施設の総合整備のための財政上の特別措置等に関する法律

過疎地域自立促進特別措置法により「過疎地域」が規定された。

### 過疎地域と学校施設の統合・廃校
過疎は、地域人口の急減と機能低下に伴い、通学圏の拡大や学校規模の縮小を通じて、統合・廃校の発生と密接に関係している。政策面では、学校の「適正規模・適正配置」をめぐり、統合の適否や小規模校の存置策が整理され、地域の合意形成の下で再編が進められている。廃校施設の相当数は、社会教育・社会体育・企業等施設や体験交流施設などとして再活用され、地域資源としての役割を担う。その一方で、活用が進まない背景には需要不足や老朽化、財源確保の困難等があり、自治体・民間連携と制度活用の工夫が課題である。過疎地域では、廃校活用を地域づくり・産業振興・交流拠点化に結び付ける取組が報告されており、地域活性化との統合的戦略が注目される。

### 代替語の検討
「過疎」という語はマイナスのイメージが強いが、豊かな自然など都市にない特性に魅力を感じる人が増えているなど実態に合わなくなっているとの指摘がある。2019年7月、総務省の有識者懇談会は過疎の代替語を検討することになった。しかしながら、当該議論のあったとされる会議に出席していた島根大学教授の作野広和は、2019年9月10日付中国新聞6面において、これら一連の報道を否定している。

## スウェーデン
スウェーデンでは1960年代の半ばから人口が希薄な地域への対策が実施されてきた。その当初の目的は、これらの地域での競争力の維持と経済的基盤の強化にあった。これらの対策の目的は次第に、交通、教育、社会福祉サービスなどの社会資本の地域的均衡を図ることに移っている。
スウェーデンでは1930年代から1950年代にかけ、農業部門では経営規模を拡大するための政策が指向されるとともに、工業部門でも急速な発展が進行し、農村地域から都市地域への人口移動が生じた。1970年代にスウェーデン政府は都市地域から農村地域への人口移動を促す政策を実施したが、結果的に大規模化を図れなかった小規模農家の経営を圧迫することを回避できず、人口の流動化による過疎化の進行を抑制することはできなかった。1980年代からは都市住民が農村での生活を体験するグリーンツーリズムの推進や工芸品などの地場産業の奨励といった新たな政策が打ち出された。